# Sarah Kent
Sarah Kent (Kalgoorlie, 10 febbraio 1990) è un'ex pistard australiana.

## Palmarès

### Pista
- 2008

Campionati australiani, Inseguimento individuale Junior
Campionati australiani, Inseguimento a squadre (con Josephine Tomic e Melissa Hoskins)
Campionati del mondo, Inseguimento a squadre Junior (con Ashlee Ankudinoff e Megan Dunn)
Campionati oceaniani, Inseguimento a squadre (con Ashlee Ankudinoff e Josephine Tomic)
- 2009

Campionati australiani, Inseguimento a squadre (con Josephine Tomic e Melissa Hoskins)
- 2010

4ª prova Coppa del mondo 2009-2010, Inseguimento a squadre (Pechino, con Ashlee Ankudinoff e Josephine Tomic)
Campionati australiani, Inseguimento individuale
Campionati australiani, Inseguimento a squadre (con Josephine Tomic e Melissa Hoskins)
Campionati del mondo, Inseguimento a squadre (con Ashlee Ankudinoff e Josephine Tomic)
1ª prova Coppa del mondo 2010-2011, Inseguimento a squadre (Melbourne, con Katherine Bates e Josephine Tomic)
- 2012

Campionati australiani, Inseguimento a squadre (con Josephine Tomic e Melissa Hoskins)

## Piazzamenti

### Competizioni mondiali
- Campionati del mondo su pista

Aguascalientes 2007 - Inseguimento individuale Junior: 2ª
Città del Capo 2008 - Inseguimento individuale Junior: 2ª
Città del Capo 2008 - Inseguimento a squadre Junior: vincitrice
Pruszków 2009 - Inseguimento a squadre: 3ª
Ballerup 2010 - Inseguimento individuale: 13ª
Ballerup 2010 - Inseguimento a squadre: vincitrice